# Last Dance
A Last Dance (magyarul: Utolsó tánc) Stefania görög-holland énekesnő dala, mellyel Görögországot képviselte a 2021-es Eurovíziós Dalfesztiválon Rotterdamban. A dalt belső kiválasztás során nyerte el a dalversenyen való indulás jogát.

## Eurovíziós Dalfesztivál
2020. február 3-án vált hivatalossá, hogy a görög műsorsugárzó Stefaniát választotta ki az ország képviseletére a 2020-as Eurovíziós Dalfesztiválon. Március 18-án az Európai Műsorsugárzók Uniója bejelentette, hogy 2020-ban nem tudják megrendezni a versenyt a COVID–19-koronavírus-világjárvány miatt. A görög műsorsugárzó jóvoltából az énekesnő lehetőséget kapott az ország képviseletére a következő évben egy új versenydallal. 2021. február 3-án vált hivatalossá a dal címe, míg a versenydalt csak március 10-én mutatták be a műsorsugárzó hivatalos oldalán.
Az Eurovíziós Dalfesztiválon a dalt először a május 20-án rendezett második elődöntőben adták elő, fellépési sorrendben negyedikként, a Csehországot képviselő Benny Cristo omaga című dala után és az Ausztriát képviselő Vincent Bueno Amen című dala előtt. Az elődöntőből a hetedik helyezettként sikeresen továbbjutottak a május 22-i döntőbe, ahol fellépési sorrendben tizedikként léptek fel, az Egyesült Királyságot képviselő James Newman Embers című dala után és az Svájcot képviselő Gjon’s Tears Tout l’univers című dala előtt. A szavazás során a zsűri szavazáson összesítésben tizedik helyen végeztek 91 ponttal (Franciaországtól és Ciprustól maximális pontot kaptak), míg a nézői szavazáson szintén tizedik helyen végeztek 79 ponttal (Ciprustól és Grúziától maximális pontot kaptak), így összesítésben 170 ponttal a verseny tizedik helyezettjei lettek. A döntőben ezzel újra a legjobb tíz között végeztek, ez utoljára 2013-ban sikerült nekik.